# Robert Seguso
Robert Arthur Seguso (Minneapolis, 1 de maig de 1963) és un extennista estatunidenc que va destacar sobretot en la modalitat de dobles. En aquesta especialitat va conquerir 29 títols, inclosa una medalla d'or en els Jocs Olímpics de Seül de 1988, quatre títols de Grand Slam en sis finals disputades, i va arribar a ser número 1 del rànquing mundial el 1985.
Va formar part de l'equip estatunidenc de la Copa Davis entre 1985 i 1991, i també de la Copa del món de tennis (1985).
Es va casar amb la tennista canadenca Carling Bassett l'any 1987, i van tenir cinc fills: Holden John, Ridley Jack, Carling Junior, Lennon Shy i Theodora.

## Torneigs de Grand Slam

### Dobles masculins: 6 (4−2)
| Resultat  | Núm. | Any  | Torneig       | Parella       | Oponents                            | Marcador                      |
| --------- | ---- | ---- | ------------- | ------------- | ----------------------------------- | ----------------------------- |
| Guanyador | 1.   | 1985 | US Open       | Ken Flach     | Henri Leconte Yannick Noah          | 6−7(5), 7−6(1), 7−6(6), 6−0   |
| Guanyador | 2.   | 1987 | Roland Garros | Anders Järryd | Guy Forget Yannick Noah             | 6−7(5), 6−7(2), 6−3, 6−4, 6−2 |
| Guanyador | 3.   | 1987 | Wimbledon     | Ken Flach     | Sergio Casal Emilio Sánchez Vicario | 3−6, 6−7(6), 7−6(3), 6−1, 6−4 |
| Finalista | 1.   | 1987 | US Open       | Ken Flach     | Stefan Edberg Anders Järryd         | 6−7(1), 2−6, 6−4, 7−5, 6−7(2) |
| Guanyador | 4.   | 1988 | Wimbledon (2) | Ken Flach     | John Fitzgerald Anders Järryd       | 6−4, 2−6, 6−4, 7−6(3)         |
| Finalista | 2.   | 1989 | US Open (2)   | Ken Flach     | John McEnroe Mark Woodforde         | 4−6, 6−4, 3−6, 3−6            |

## Jocs Olímpics

### Dobles
| Any  | Campionat                          | Parella   | Oponents                            | Resultat                      |
| ---- | ---------------------------------- | --------- | ----------------------------------- | ----------------------------- |
| 1988 | Jocs Olímpics, Seül, Corea del Sud | Ken Flach | Sergio Casal Emilio Sánchez Vicario | 6−3, 6−4, 6−7(5), 6−7(1), 9−7 |

## Palmarès

### Dobles masculins: 49 (29−20)
| Llegenda (pre/post 2009)                                 |
| -------------------------------------------------------- |
| Grand Slams (4−2)                                        |
| Jocs Olímpics Or (1)                                     |
| Tennis Masters Cup / ATP Finals (1−2)                    |
| ATP Masters Series / ATP World Tour Masters 1000 (1−1)   |
| ATP International Series Gold / ATP World Tour 500 (1−1) |
| ATP International Series / ATP World Tour 250 (21−14)    |

| Títols per superfície |
| --------------------- |
| Dura (12−13)          |
| Gespa (4−1)           |
| Terra batuda (7−1)    |
| Moqueta (6−5)         |

| Resultat  | Núm. | Data                   | Torneig                                       | Superfície   | Parella       | Oponents                           | Marcador                |
| --------- | ---- | ---------------------- | --------------------------------------------- | ------------ | ------------- | ---------------------------------- | ----------------------- |
| Finalista | 1.   | 12 de desembre de 1983 | Taipei, Xina Taipei                           | Moqueta (i)  | Ken Flach     | Wally Masur Kim Warwick            | 6−7, 4−6                |
| Guanyador | 1.   | 11 de juny de 1984     | Roma, Itàlia                                  | Terra batuda | Ken Flach     | John Alexander Mike Leach          | 3−6, 6−3, 6−4           |
| Finalista | 2.   | 16 de juliol de 1984   | Newport, Estats Units                         | Gespa        | Ken Flach     | David Graham Laurie Warder         | 4−6, 6−7                |
| Guanyador | 2.   | 23 de juliol de 1984   | Boston, Estats Units                          | Terra batuda | Ken Flach     | Gary Donnelly Ernie Fernandez      | 6−4, 6−4                |
| Guanyador | 3.   | 13 d'agost de 1984     | Indianapolis, Estats Units                    | Terra batuda | Ken Flach     | Heinz Günthardt Balázs Taróczy     | 7−6, 7−5                |
| Guanyador | 4.   | 17 de setembre de 1984 | Los Angeles, Estats Units                     | Dura         | Ken Flach     | Wojtek Fibak Sandy Mayer           | 4−6, 6−4, 6−3           |
| Guanyador | 5.   | 29 d'octubre de 1984   | Hong Kong, Hong Kong                          | Dura         | Ken Flach     | Mark Edmondson Paul McNamee        | 6−7, 6−3, 7−5           |
| Guanyador | 6.   | 6 de novembre de 1984  | Taipei                                        | Moqueta (i)  | Ken Flach     | Drew Gitlin Hank Pfister           | 6−1, 6−7, 6−2           |
| Guanyador | 7.   | 6 de gener de 1985     | Masters Doubles WCT, Londres, Regne Unit      | Moqueta (i)  | Ken Flach     | Heinz Günthardt Balázs Taróczy     | 6−3, 3−6, 6−3, 6−0      |
| Finalista | 3.   | 25 de febrer de 1985   | La Quinta, Estats Units                       | Dura         | Ken Flach     | Heinz Günthardt Balázs Taróczy     | 6−3, 6−7, 3−6           |
| Guanyador | 8.   | 1 d'abril de 1985      | Fort Myers, Estats Units                      | Dura         | Ken Flach     | Sammy Giammalva Jr. David Pate     | 3−6, 6−3, 6−3           |
| Finalista | 4.   | 8 d'abril de 1985      | Chicago, Estats Units                         | Moqueta      | Ken Flach     | Johan Kriek Yannick Noah           | 6−3, 6−4, 5−7, 1−6, 4−6 |
| Guanyador | 9.   | 13 de maig de 1985     | Forest Hills, Estats Units                    | Terra batuda | Ken Flach     | Givaldo Barbosa Ivan Kley          | 7−5, 6−2                |
| Finalista | 5.   | 20 de maig de 1985     | Roma                                          | Terra batuda | Ken Flach     | Anders Järryd Mats Wilander        | 6−4, 3−6, 2−6           |
| Guanyador | 10.  | 17 de juny de 1985     | Londres, Regne Unit                           | Gespa        | Ken Flach     | Pat Cash John Fitzgerald           | 3−6, 6−3, 16−14         |
| Guanyador | 11.  | 29 de juliol de 1985   | Indianapolis (2)                              | Terra batuda | Ken Flach     | Pavel Složil Kim Warwick           | 6−4, 6−4                |
| Finalista | 6.   | 12 d'agost de 1985     | Stratton Mountain, Estats Units               | Dura         | Ken Flach     | Scott Davis David Pate             | 6−3, 6−7, 6−7           |
| Guanyador | 12.  | 19 d'agost de 1985     | Mont-real, Canadà                             | Dura         | Ken Flach     | Stefan Edberg Anders Järryd        | 5−7, 7−6, 6−3           |
| Guanyador | 13.  | 9 de setembre de 1985  | US Open, Estats Units                         | Dura         | Ken Flach     | Henri Leconte Yannick Noah         | 6−7, 7−6, 7−6, 6−0      |
| Guanyador | 14.  | 28 d'octubre de 1985   | Tòquio, Japó                                  | Moqueta (i)  | Ken Flach     | Scott Davis David Pate             | 4−6, 6−3, 7−6           |
| Guanyador | 15.  | 10 de febrer de 1986   | Memphis, Estats Units                         | Moqueta (i)  | Ken Flach     | Guy Forget Anders Järryd           | 6−4, 4−6, 7−6           |
| Guanyador | 16.  | 31 de març de 1986     | Chicago                                       | Moqueta (i)  | Ken Flach     | Eddie Edwards Francisco González   | 6−0, 7−5                |
| Finalista | 7.   | 9 de març de 1987      | Miami, Estats Units                           | Dura         | Ken Flach     | Paul Annacone Christo van Rensburg | 2−6, 4−6, 4−6           |
| Guanyador | 17.  | 8 de juny de 1987      | Roland Garros, França                         | Terra batuda | Anders Järryd | Guy Forget Yannick Noah            | 6−7, 6−7, 6−3, 6−4, 6−2 |
| Guanyador | 18.  | 6 de juliol de 1987    | Wimbledon, Regne Unit                         | Gespa        | Ken Flach     | Sergio Casal Emilio Sánchez        | 3−6, 6−7, 7−6, 6−1, 6−4 |
| Finalista | 8.   | 20 de juliol de 1987   | Livingston, Estats Units                      | Dura         | Ken Flach     | Gary Donnelly Greg Holmes          | 6−7, 3−6                |
| Guanyador | 19.  | 24 d'agost de 1987     | Cincinnati, Estats Units                      | Dura         | Ken Flach     | Steve Denton John Fitzgerald       | 7−5, 6−3                |
| Finalista | 9.   | 14 de setembre de 1987 | US Open                                       | Dura         | Ken Flach     | Stefan Edberg Anders Järryd        | 6−7, 2−6, 6−4, 7−5, 6−7 |
| Finalista | 10.  | 19 d'octubre de 1987   | Sydney, Austràlia                             | Dura (i)     | Boris Becker  | Darren Cahill Mark Kratzmann       | 3−6, 2−6                |
| Finalista | 11.  | 16 de novembre de 1987 | Wembley, Regne Unit                           | Moqueta (i)  | Ken Flach     | Miloslav Mečíř Tomáš Šmíd          | 5−7, 4−6                |
| Finalista | 12.  | 13 de desembre de 1987 | Masters Doubles, Londres                      | Moqueta (i)  | Ken Flach     | Miloslav Mečíř Tomáš Šmíd          | 4−6, 5−7, 7−6, 3−6      |
| Finalista | 13.  | 28 de març de 1988     | Miami (2)                                     | Dura         | Ken Flach     | John Fitzgerald Anders Järryd      | 6−7, 1−6, 5−7           |
| Guanyador | 20.  | 13 de juny de 1988     | Londres (2)                                   | Gespa        | Ken Flach     | Pieter Aldrich Danie Visser        | 6−2, 7−6                |
| Guanyador | 21.  | 4 de juliol de 1988    | Wimbledon (2)                                 | Gespa        | Ken Flach     | John Fitzgerald Anders Järryd      | 6−4, 2−6, 6−4, 7−6      |
| Finalista | 14.  | 2 d'agost de 1988      | Indianapolis                                  | Dura         | Ken Flach     | Rick Leach Jim Pugh                | 4−6, 3−6                |
| Guanyador | 22.  | 15 d'agost de 1988     | Toronto (2)                                   | Dura         | Ken Flach     | Andrew Castle Tim Wilkison         | 7−6, 6−3                |
| Guanyador | 23.  | 26 de setembre de 1988 | Jocs Olímpics, Seül, Corea del Sud            | Dura         | Ken Flach     | Sergio Casal Emilio Sánchez        | 6−3, 6−4, 6−7, 6−7, 9−7 |
| Guanyador | 24.  | 14 de novembre de 1988 | Wembley                                       | Moqueta (i)  | Ken Flach     | Martin Davis Brad Drewett          | 7−5, 6−2                |
| Finalista | 15.  | 21 de novembre de 1988 | Detroit, Estats Units                         | Moqueta (i)  | Ken Flach     | Rick Leach Jim Pugh                | 4−6, 1−6                |
| Guanyador | 25.  | 24 d'abril de 1989     | Tòquio (2)                                    | Dura         | Ken Flach     | Kevin Curren David Pate            | 7−6, 7−6                |
| Guanyador | 26.  | 14 d'agost de 1989     | Cincinnati (2)                                | Dura         | Ken Flach     | Pieter Aldrich Danie Visser        | 6−4, 6−4                |
| Finalista | 16.  | 11 de setembre de 1989 | US Open (2)                                   | Dura         | Ken Flach     | John McEnroe Mark Woodforde        | 4−6, 6−4, 3−6, 3−6      |
| Finalista | 17.  | 9 d'ctubre de 1989     | Orlando, Estats Units                         | Dura         | Ken Flach     | Scott Davis Tim Pawsat             | 5−7, 7−5, 4−6           |
| Finalista | 18.  | 25 de març de 1991     | Miami (3)                                     | Dura         | Ken Flach     | Wayne Ferreira Piet Norval         | 7−5, 6−7, 2−6           |
| Guanyador | 27.  | 6 de maig de 1991      | Tampa, Estats Units                           | Terra batuda | Ken Flach     | David Pate Richey Reneberg         | 6−7, 6−4, 6−1           |
| Finalista | 19.  | 22 de juliol de 1991   | Washington DC, Estats Units                   | Dura         | Ken Flach     | Scott Davis David Pate             | 4−6, 2−6                |
| Guanyador | 28.  | 12 d'agost de 1991     | Cincinnati (3)                                | Dura         | Ken Flach     | Grant Connell Glenn Michibata      | 6−7, 6−4, 7−5           |
| Guanyador | 29.  | 19 de juliol de 1991   | Indianapolis (3)                              | Dura         | Ken Flach     | Kent Kinnear Sven Salumaa          | 7−6, 6−4                |
| Finalista | 20.  | 24 de desembre de 1991 | Masters Doubles, Johannesburg, Sud-àfrica (2) | Dura (i)     | Ken Flach     | John Fitzgerald Anders Järryd      | 4−6, 4−6, 6−2, 4−6      |

#### Períodes com a número 1
| Núm. | Precedit per  | Dates                   | Succeït per   | Setmanes | Acumulat |
| ---- | ------------- | ----------------------- | ------------- | -------- | -------- |
| 1.   | Anders Järryd | 09/12/1985 − 15/09/1985 | Anders Järryd | 1        | 1        |
| 2.   | Anders Järryd | 30/12/1985 − 13/10/1985 | Ken Flach     | 2        | 3        |
| 3.   | Ken Flach     | 21/10/1985 − 15/12/1985 | Ken Flach     | 8        | 11       |
| 4.   | Ken Flach     | 23/12/1985 − 02/02/1986 | Anders Järryd | 6        | 17       |
| 5.   | Anders Järryd | 10/02/1986 − 23/02/1986 | Anders Järryd | 2        | 19       |
| 6.   | Anders Järryd | 17/03/1986 − 23/03/1986 | Anders Järryd | 1        | 20       |
| 7.   | Anders Järryd | 31/03/1986 − 18/05/1986 | Ken Flach     | 7        | 27       |
| 8.   | Anders Järryd | 10/08/1987 − 16/08/1987 | Yannick Noah  | 1        | 28       |
| 9.   | Yannick Noah  | 24/08/1987 − 27/03/1988 | Yannick Noah  | 31       | 59       |
| 10.  | Anders Järryd | 18/04/1988 − 08/05/1988 | Anders Järryd | 3        | 62       |

### Equips: 2 (1−1)
| Resultat  | Núm. | Data                                   | Torneig                             | Superfície   | Equip                               | Oponents                                                            | Marcador |
| --------- | ---- | -------------------------------------- | ----------------------------------- | ------------ | ----------------------------------- | ------------------------------------------------------------------- | -------- |
| Guanyador | 1.   | 22 − 24 de juliol de 1988              | Copa Davis, Buenos Aires, Argentina | Terra batuda | Andre Agassi Ken Flach John McEnroe | Javier Frana Martin Jaite Christian Miniussi Guillermo Pérez Roldán | 4−1      |
| Finalista | 1.   | 29 de novembre − 1 de desembre de 1991 | Copa Davis, Lió, França             | Moqueta (i)  | Andre Agassi Ken Flach Pete Sampras | Arnaud Boetsch Olivier Delaitre Guy Forget Henri Leconte            | 1−3      |

## Trajectòria

### Individual
| Open d'Austràlia | 2R  | 3R   | A    | NC    | 4R    | A     | A     | A   | A   | 0 / 3   | 6 – 3   |
| Roland Garros | A   | 2R   | A    | 3R    | 1R    | 1R    | A     | A   | A   | 0 / 4   | 3 – 4   |
| Wimbledon | A   | 1R   | 4R   | 3R    | 1R    | 3R    | 2R    | A   | A   | 0 / 6   | 8 – 6   |
| US Open | 2R  | 1R   | 1R   | 2R    | 1R    | 2R    | 1R    | 1R  | A   | 0 / 8   | 3 – 8   |
| Total Victòries−Derrotes | 7−5 | 5−13 | 12−9 | 19−12 | 11−16 | 20−14 | 12−16 | 1−5 | 0−1 | 87 – 91 | 87 – 91 |
| Rànquing a final d'any | 321 | 209  | 56   | 28    | 135   | 37    | 86    | 367 | 818 |         |         |
| Llegenda: G: Guanyador; F: Finalista; SF: Semifinalista; QF: Quarts de final; Q: Qualificació; A: Absent; RR: Round Robin; NC: No celebrat |     |      |      |       |       |       |       |     |     |         |         |

### Dobles masculins
| Open d'Austràlia | 3R | 2R | A  | NC | SF | A  | A  | A  | A  | A   | A   | A    | A   | 0 / 3  | 8 – 3  |  |
| Roland Garros | A  | 1R | QF | QF | G  | QF | A  | 2R | 2R | A   | A   | A    | 1R  | 1 / 8  | 17 – 7 |  |
| Wimbledon | A  | 3R | 1R | QF | G  | G  | SF | QF | 3R | 1R  | A   | A    | 1R  | 2 / 10 | 26 – 8 |  |
| US Open | 3R | 2R | G  | A  | F  | SF | F  | 3R | SF | A   | A   | A    | A   | 1 / 8  | 29 – 6 |  |
| Rànquing a final d'any | 71 | 16 | 1  | 16 | 1  | 2  | 8  | 95 | 6  | 905 | 445 | 1170 | 507 | 1259   |        |  |
| Llegenda: G: Guanyador; F: Finalista; SF: Semifinalista; QF: Quarts de final; Q: Qualificació; A: Absent; RR: Round Robin; NC: No celebrat |    |    |    |    |    |    |    |    |    |     |     |      |     |        |        |  |